# Google Fiber
Google Fiber (Google Fibre) est un service de Google de construction d'une infrastructure de réseaux Internet métropolitains utilisant la fibre optique. Le projet a commencé son déploiement en 2012 dans les villes de Kansas City (État du Missouri) et de Kansas City (Kansas) aux États-Unis.

## Historique
Après avoir reçu la proposition de plus de 1 100 villes pour être la première à bénéficier de cette technologie, Google annonce le 30 mars 2011 que Kansas City sera la première ville où le réseau sera déployé.
Lors du colloque Nouveau Monde 2.0, Google annonce vouloir étendre son projet en Europe.
Le 26 juillet 2012, Google annonce la commercialisation de la Google Fiber et dévoile ses trois abonnements, un de ceux-ci comprenant un accès à Internet gratuit pendant 7 ans (5 Mbit/s en download et 1 Mbit/s en téléversement) moyennant le paiement du déploiement du réseau (300$ de frais fixes). Les deux autres abonnements proposent un débit descendant de 1 Gbit/s.
Le 27 juillet 2012, Disney, Turner, Fox et HBO annoncent être en discussion avec Google à propos de son test Google Fiber.

### Expansion
En février 2014, Google annonce avoir invité 34 villes dans 9 zones métropolitaines pour travailler ensemble et explorer des manières de leur apporter Google Fiber. Sont concernées :
- En Arizona : Phoenix, Scottsdale, Tempe
- En Californie : San José, Santa Clara, Sunnyvale, Mountain View, Palo Alto
- En Géorgie - Atlanta, Avondale, Brookhaven, College Park, Decatur, East Point, Hapeville, Sandy Springs, Smyrna
- En Caroline du Nord : Charlotte, Carrboro, Cary, Chapel Hill, Durham, Garner, Morrisville, Raleigh
- En Oregon : Portland, Beaverton, Hillsboro, Gresham, Lake Oswego, Tigard
- Au Tennessee : Nashville-Davidson
- Au Texas : San Antonio[6]
- Dans l'Utah : Salt Lake City